# CXCL12
CXCL12 або SDF-1(англ. C-X-C motif chemokine ligand 12) – білок, який кодується геном CXCL12, розташованим у людей на довгому плечі 10-ї хромосоми. Довжина поліпептидного ланцюга білка становить 93 амінокислот, а молекулярна маса — 10 666. Хемокін підродини CXC, взаємодіє з рецепторами CXCR4 і CXCR7 та відіграє важливу роль в ембріональному розвитку і гематопоезі. CXCL12 виступає не тільки як хемоатрактант: у деяких випадках він може стимулювати проліферацію клітин і сприяти їх виживанню.
| 10         |  | 20         |  | 30         |  | 40         |  | 50         |
| ---------- |  | ---------- |  | ---------- |  | ---------- |  | ---------- |
| MNAKVVVVLV |  | LVLTALCLSD |  | GKPVSLSYRC |  | PCRFFESHVA |  | RANVKHLKIL |
| NTPNCALQIV |  | ARLKNNNRQV |  | CIDPKLKWIQ |  | EYLEKALNKR |  | FKM        |

A: Аланін

C: Цистеїн

D: Аспарагінова кислота

E: Глутамінова кислота

F: Фенілаланін

G: Гліцин

H: Гістидин

I: Ізолейцин

K: Лізин

L: Лейцин

M: Метіонін

N: Аспарагін

P: Пролін

Q: Глутамін

R: Аргінін

S: Серин

T: Треонін

V: Валін

W: Триптофан

## Функції
CXCL12 виконує безліч функцій як в дорослому організмі, так і в ході ембріонального розвитку. У першу чергу, CXCL12 є хемоаттрактантом для клітин, які мають його рецептори на мембрані, наприклад для B-лімфоцитів і гемопоетичних стовбурових клітин. Клітини строми кісткового мозку синтезують CXCL12, який забезпечує локалізацію гемопоетичних клітин-попередників у їх клітинних нішах і не дає їм завчасно покинути кістковий мозок. В ембріональному розвитку CXCL12 керує міграцією різних типів клітин і відіграє важливу роль у формуванні органів.
CXCL12 виступає як фактор росту для B-клітин і стимулює їх проліферацію. Крім того, CXCL12 може захищати злоякісні В-клітини від апоптозу при хронічному лімфоцитарному лейкозі.